# Россац-Арнсдорф
Россац-Арнсдорф (нем. Rossatz-Arnsdorf) — ярмарочная коммуна (Marktgemeinde) в Австрии, в федеральной земле Нижняя Австрия.
Входит в состав округа Кремс. Население — около 1,1 тыс. человек. Занимает площадь 39,04 км². Официальный код — 31338.

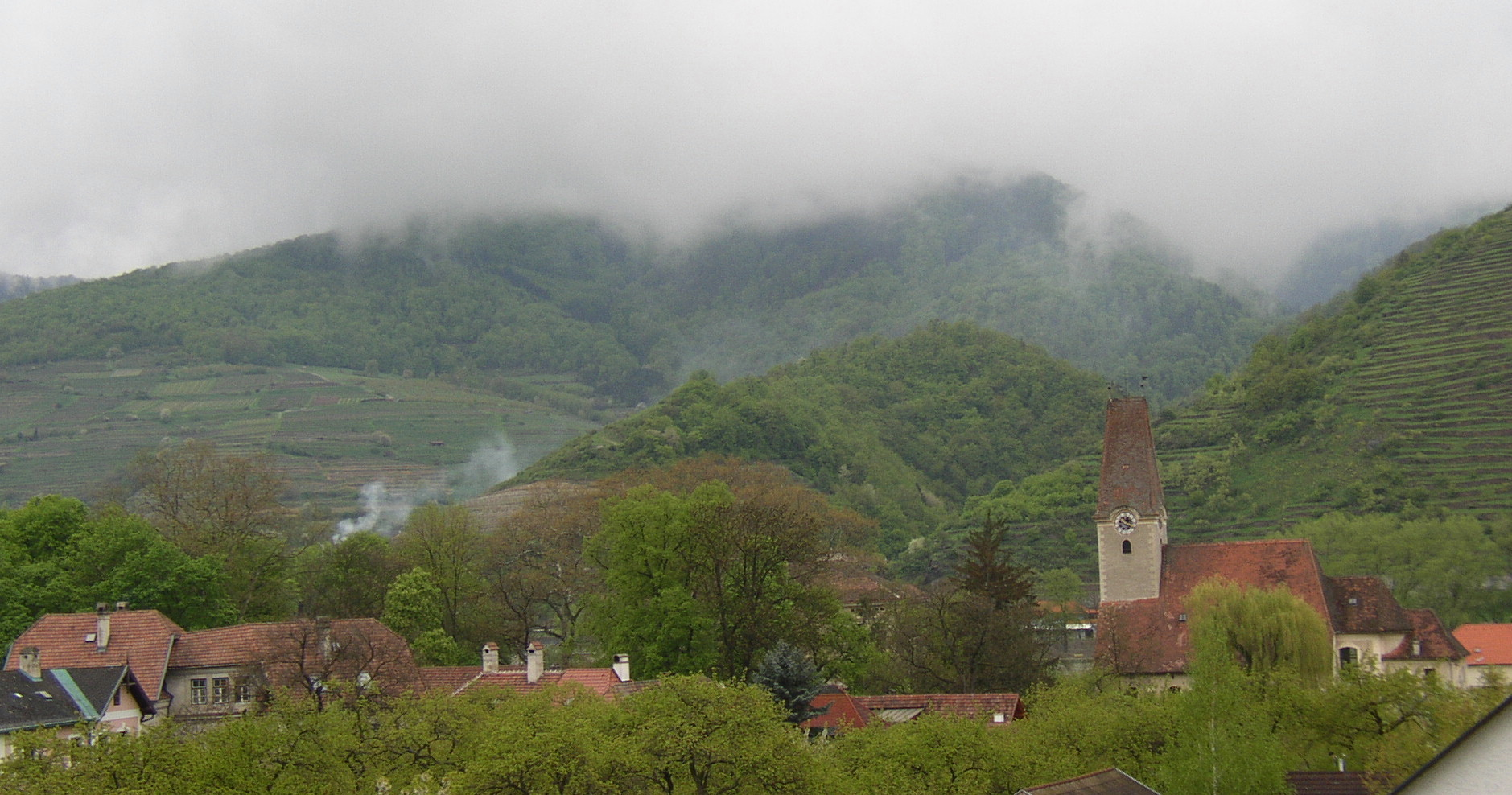
Россац-Арнсдорф

## Политическая ситуация
Бургомистр коммуны — Франц Шюц (АНП) по результатам выборов 2005 года.
Совет представителей коммуны (нем. Gemeinderat) состоит из 19 мест.
- АНП занимает 11 мест.
- СДПА занимает 8 мест.